# Armorial de la famille de Damas
- il comporte peu ou pas de sources.

Cette page donne les armoiries (figures et blasonnements) de différents membres de la famille de Damas.
| Figure | blasonnement |
|        | Damas ainsi que les branches de Damas d'Antigny, Damas-Thianges, Damas-Crux, Damas de Champleger, Damas de Vertpré et de Bernage, et Damas d'Anlezy (branche contemporaine) D'or, à une croix ancrée de gueules |
|        | Damas de Jouancy, Damas de Saudancourt, et Damas de Cormaillon(?) D'argent, à une hie de sable posée en bande accompagnée de six roses de gueules ordonnées en orle |
|        | Branche de Morande: Damas de Cormaillon Écartelé, aux 1 et 4 d'or, une croix ancrée de gueules ; aux 2 et 3 d'argent, une hie de sable posée en bande accompagnée de six roses de gueules ordonnées en orle |
|        | ? (branche de Damas en Tournaisis) D'or, à la bande bretessée et alésée de sable |
|        | ? (Branche Flamande de Damas- 15e/16e siècle.) Écartelé, aux 1 et 4 d'or, à la bande bretessée et alésée de sable ; aux 2 et 3 de gueules, à deux fasces d'argent Cette branche se trouvait entre autres en Flandre, Gand: Jean Damas, marié Pierine van de Voorde fut enterré en 1552 dans l'église de Saint-Nicolas. La famille fut active au XVIIe siècle. |
|        | Rameau d'Hautefort D'or, à trois fasces de sable, l'écu en bannière |
|        | Jean de Damas (ap.1423-1481), seigneur de Digoine, Clessy et Saint-Amour, chevalier de la Toison d'or, Écartelé, aux 1 et 4 d'or, à une croix ancrée de gueules (de Damas), aux 2 et 3 échiquetés d'argent et de sable (de Digoine) ; le tout brisé d'un lambel d'argent brochant. |
|        | Marie Joséphine Charlotte Antoinette de Damas (1776 ✝ 21 avril 1847 - Paris), veuve du sieur général Richepance, baronne Richepanse et de l'Empire (décret du 3 décembre 1809, lettres patentes du 9 mars 1810 (Paris)), D'argent ; à la tête de maure de sable, tortillée d'or ; coupée [d'or] à la croix ancrée de gueules (de Damas) ; sur le tout au signe distinctif des baronnes veuves de militaires qui est d'argent à l'épée en pal la pointe basse d'azur. - Livrées : les couleurs de l'écu. |